# Abaliella manilana
Abaliella manilana är en spindeldjursart som först beskrevs av Kraepelin 1900.  Abaliella manilana ingår i släktet Abaliella och familjen Thelyphonidae. Inga underarter finns listade i Catalogue of Life.